# Tarphius depressus
Tarphius depressus é um Arthropoda, da classe Insecta, ordem Coleoptera e família Zopheridae,criticamente em perigo de acordo com a a Lista Vermelha de Espécies Ameaçadas da União Internacional Para a Conservação da Natureza e dos Recursos Naturais (IUCN).

## Distribuição geográfica
É uma espécie endêmica de ilha única restrita a Sta. Ilha Maria (Açores, Portugal), conhecida da Reserva Florestal Natural do Pico Alto (S. Maria). A extensão de ocorrência (EOO) é de 24 km² e a área máxima estimada de ocupação (AOO) é de 24 km² .

## Perda de hábitat
A espécie é abundante em matas nativas e exóticas de Sta. Ilha Maria. O declínio no número de indivíduos maduros é relacionado à invasões de plantas exóticas (nomeadamente Pittosporum undulatum e Hedychium gardnerianum) e a gestão de Cryptomeria japonica. Esta espécie é avaliada aqui como severamente fragmentada, pois pelo menos 50% de sua população pode ser encontrada em subpopulações que são 1) menores do que seriam necessárias para sustentar uma população viável e 2) separadas de outras manchas de hábitat por uma grande distância. De fato, a espécie ocorre em fragmentos que estão isolados em uma matriz de pastagens.

## Hábitat
A espécie é particularmente abundante. Ocorre sob a casca de várias árvores (subcorticais), endêmicas e exóticas. Também ocorre em florestas exóticas dominadas por Cryptomeria japonica. Esta espécie tem um alcance altitudinal entre 200 e 500 m. É uma espécie fungívora noturna.

## Conservação da espécie
A espécie não é protegida por lei regional e o seu hábitat encontra-se numa área protegida regionalmente (Reserva Florestal Natural do Pico Alto na ilha de Santa Maria).
Os habitats degradados devem ser restaurados com a remoção de espécies invasoras. Uma estratégia também precisa ser desenvolvida para lidar com a ameaça futura das mudanças climáticas. É necessário um plano de gestão do hábitat e prevê-se que seja desenvolvido nos próximos anos. Sendo esta espécie um ícone das florestas nativas açorianas relíquias, sugere-se que algumas medidas de sensibilização sejam postas em prática. São necessárias mais pesquisas sobre sua ecologia e história de vida para encontrar espécimes existentes em mais manchas de vegetação exótica ao redor do Pico Alto e obter informações sobre o tamanho, distribuição e tendências da população.
É também necessário um plano de gestão por área e um plano de monitorização da comunidade de invertebrados no hábitat de forma a contribuir para a realização de um plano de recuperação do potencial da espécie. O monitoramento a cada dez anos usando o protocolo BALA informará sobre a qualidade do hábitat.